# Gaspar Gil Polo
Gaspar Gil Polo (Valencia, 1530 – Barcellona, 1591) è stato un poeta e romanziere spagnolo.

## Biografia
Gaspar Gil Polo, poeta e romanziere (da non confondere con Gil Polo, docente di greco a Valencia fra il 1566 e il 1573), era un notaio. Nel 1574 fu da Filippo II di Spagna nominato assessore al bailato e primo aiutante del Maestro Racional o tesoriere della curia regia. Rinunciò a questo incarico nel 1579, a favore di suo figlio Julián. In missione a Barcellona nel 1580, per curare il patrimonio della corona, morì in questa città nel 1591.
Ammiratore di Virgilio e di Jacopo Sannazaro, scrisse nel 1564 la Diana enamorada, in cinque libri, romanzo bucolico che costituisce una continuazione della Diana di Jorge de Montemayor. Una sua lirica, Cunto de Turia, inserita nel terzo libro del romanzo, è un elenco di illustri personaggi valenziani del tempo.

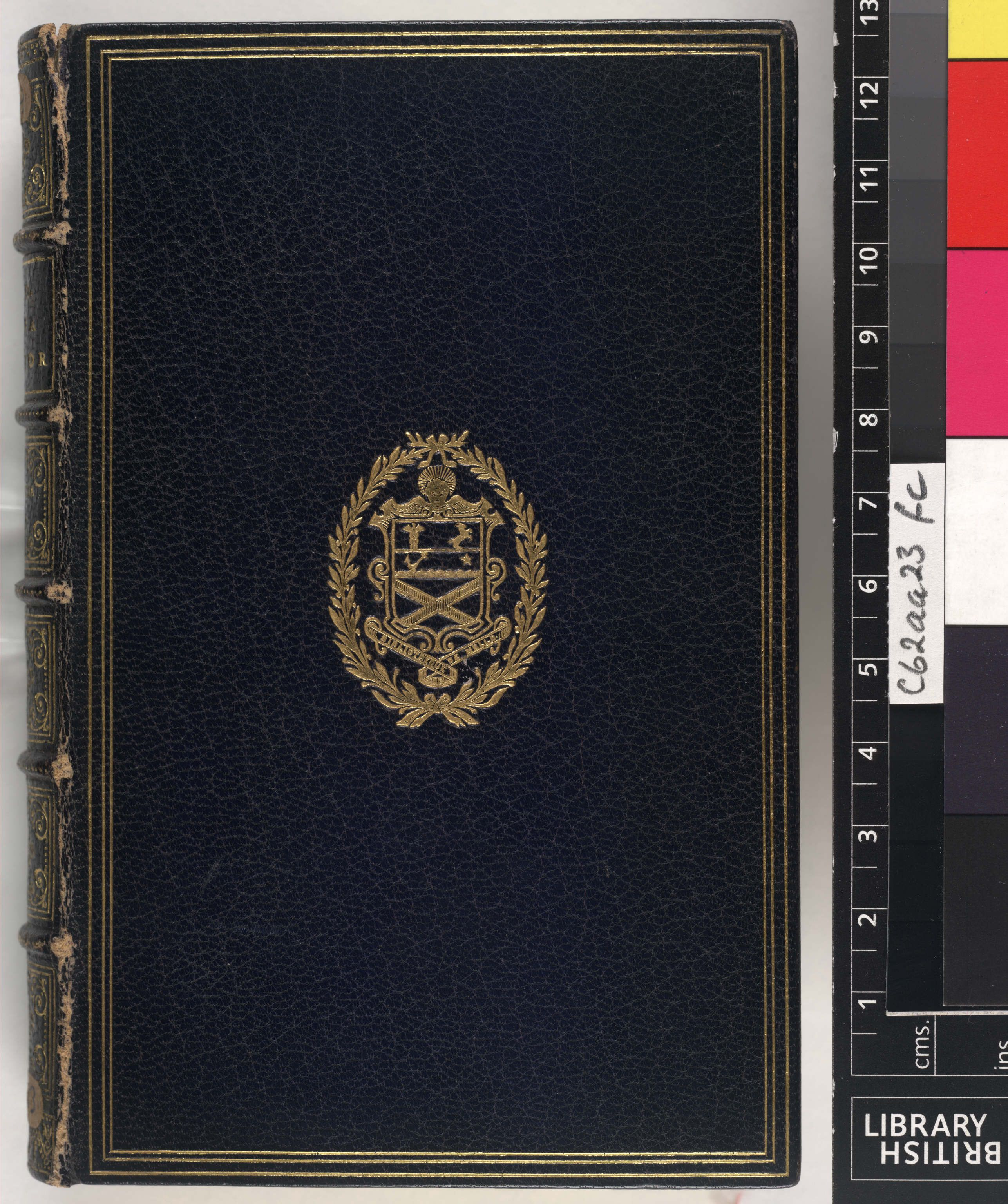
Primera parte de Diana enamorada. Cinco libros que prossiguen los siete de la Diana de Iorge Monte Mayor, edizione 1564,

Miguel de Cervantes, nel Don Chisciotte, chiede che il libro di Gaspar Gil Polo non sia bruciato, bensì conservato da Apollo in persona. Questo romanzo pastorale divenne celebre ed ebbe ristampe e traduzioni in inglese, francese, tedesco e anche in latino. Il lessicografo Pedro Pineda nel 1726 ne fece una traduzione in lingua inglese.
Gaspar Gil Polo, che scrisse anche rime provenzali e versi in francese, è citato da Juan Lorenzo Palmireno, professore a Valencia, in Rhetorice Prolegomena (1567).

### Stile
La lingua di Gaspar Gil Polo non è spagnolo puro, bensì un idioma 'contaminato' da arcaismi e da valenzianismi. La sua poesia è vicina ai modi rinascimentali, mentre la parte in prosa è conforme a uno stile più antiquato.

## Opere
- Los cinco libros de la Diana enamorada. Compuestos por Gaspar Gil Polo, 1564.